# Glossonema thruppii
Glossonema thruppii là một loài thực vật có hoa trong họ La bố ma. Loài này được Oliv. mô tả khoa học đầu tiên năm 1888.